# Falkmanita
La falkmanita és un mineral de la classe dels sulfurs. Rep el nom en honor d'Oscar Carl August Falkman (25 de desembre de 1877, Estocolm, Suècia - 10 de juliol de 1961, Estocolm, Suècia), director general del Bolidens Gruvaktiebolag.

## Característiques
La falkmanita és una sulfosal de fórmula química Pb₃Sb₂S₆. Cristal·litza en el sistema monoclínic. La seva duresa a l'escala de Mohs es teoba entre 2 i 3.
Segons la classificació de Nickel-Strunz, la falkmanita pertany a «02.HC: Sulfosals de l'arquetip SnS, amb només Pb» juntament amb els següents minerals: argentobaumhauerita, baumhauerita, chabourneïta, dufrenoysita, guettardita, liveingita, parapierrotita, pierrotita, rathita, sartorita, twinnita, veenita, marumoïta, dalnegroïta, fülöppita, heteromorfita, plagionita, rayita, semseyita, boulangerita, plumosita, robinsonita, moëloïta, dadsonita, owyheeïta, zoubekita i parasterryita.

## Formació i jaciments
Va ser descoberta a la mina Bayerland, situada a Pfaffenreuth (Alt Palatinat, Alemanya). També ha estat descrita a altres indrets d'Europa, Àsia i a Austràlia.